# Стю Мід

Картина Стю Міда, що була знищена під час виставки "When Love Turns To Poison" «First Communion»

Стю Мід (повне ім'я Стюарт Мід, англ. Stuart Mead, нар. 18 жовтня 1955, Ватерлоо, Айова, (США) — американський художник, що живе та працює у Берліні, Німеччина. Його натхненний мультиплікаційними зображеннями та коміксами стиль викликав дуже суперечливі відгуки у світі мистецтва та суспільстві. Мід відомий своїми фантастичними, сюрреалістичними, відвертими сексуальними зображеннями дівчат препубертатного віку. Серед джерел свого натхнення Мід називає Бальтюса та Ханса Беллмера. У своїх роботах Мід досліджує становлення, статеву ідентичність та емансипацію суспільства.

## Біографія

### Дитинство та юність
Мід народився у Ватерлоо, штат Айова, в 1955 році. З народження Мід був уражений артрогрипозом, переднатальним станом, схожим на поліомієліт, що вражає суглоби та м'язи. Хвороба завдала удару особистості Міда, спричинивши відчуття неповноцінності.

У середині 70-х Мід ненадовго переїздить з батьками до Англії та в 1977 повертається до США, у Айова-Сіті щоб почати самостійне життя. Він вивчав мистецтво в Університеті Північної Айови. Першу декаду свого творчого шляху Мід присвятив сучасному живопису та втіленню авангардних думок. На цьому етапі свого творчого шляху Мід надихався роботами Отто Дікса та творчістю Джеймса Джойса.

У 1983 році Мід переїхав до Міннеаполісу, штат Міннесота, де розпочав навчання у Міннеаполіському коледжі мистецтв і дизайну, здобувши ступінь Бакалавру образотворчого мистецтва у 1987. У цей час Мід залишає шлях сучасного художника та обирає для себе дикий, чуттєвий та провокуючий уяву напрямок, що дав йому змогу реалізувати свій талант художника вкупі з грайливим гумором. Мід звертається до табу, сексуальних мрій, дивних візій, елізійської бестіальності та скотолозтва, радше використовуючи їх як об'єкти аналізу та створення тривожних фрейдистських метафор аніж спрощуючи їх.

### Молодість
Після закінчення коледжу Мід знайомиться з Френком Гаардом, засновником графічного фанзину Art Police. Гаард заохотив Міда надати його творчості абсолютно нового підходу. Мід своїми роботами починає створювати власний внесок до Art Police з 1987 року і до останнього видання фанзину у 1994. У 1989 році Мід отримує художню стипендію фонду Джерома для художників-початківців Міннесоти. А у 1991 році Мід і Гаард разом починають видавати ксерокопійований, зосереджений на сексуальній тематиці, авнгардистський та пікантний фанзин Man Bag. Man Bag виходить нерегулярно але дає змогу Мідові звільнити свої фантазії щодо маленьких дівчат. Через Man Bag та деякі вигадані листи читачів Мід протистоїть, свідомо та з аналітичним обґрунтуванням, явищу, яке ми б могли назвати "потворнистю педофілії". 
У 1993 році Стюарт Мід отримав художню стипендію Фонду Буша, що дозволило йому здійснити серію поїздок до Європи. У цей час Мід двічі відвідав Берлін. Галерея його товариша Марка Гіппера відмовилася від розміщення робот Міда, однак знайомство з Клаусом Туркафом дозволило йому безстроково облаштуватися у галереї Endart. 
У 1998 році Мід отримує художню стипендію Макнайта для художників Міннесоти, що своєю роботою створюють ясскраві ком'юніті.
На початку 1990-х років черговий хрестовий похід за мораль крокував Сполученими Штатами: деяких митців було притягнуто до суду, а декілька, такі як Майк Дайана навіть опинилися у в'язниці. 
Ідеологічно фензин Man Bag був дуже схожий з Boiled Angel, за роботу над яким Майка Дайану переслідували у штаті Флорида. У Європі його можна було б порівняти з досить суперечливим французьким журналом Hara-Kiri, що видавався у 1960-х. Такий тип непристойності не міг довго залишатися без уваги у Сполучених Штатах.

### Переїзд до Європи
Щоб уникнути неприємностей, залишатися абсолютно незалежним та зменшити свої витрати після свого другого берлінського шоу у 2000 році Мід вирішує залишитися у Європі. Це вигнання не було запланованим: усе його майно, перш за все його ранні роботи, залишились у Міннеаполісі і він лише тричі з тих часів повертався до своєї країни.Життя у Берліні Мід розпочав з чистого листа, але, будучи членом галереї Endart, швидко став важливою фігурою у ліберальному художньому світі берлінського району Кройцберг. Тут же Мід розпочинає співпрацювати з Ренардом Шейбнером, ще одним сміливим художником, та з фотографом Томасом Хосером.   
У Франції Мід продовжує співпарцювати з марсельським видавництвом Le Dernier Cri, де лімітованим накладом публікуються шість його артбуків та передруковані минулі тиражі Man Bag. У 2004 році Мід приєднується до спільної виставки художників "When Love Turns To Poison" на культурному форумі Kunstraum Bethanien у Берліні, де його роботу First Communion було знищено релігійно налаштованим вандалом. Чотирма роками пізніше, у 2008, його виставка у галереї Hyena, у Бербанку, викликала скандал та суперечки навіть серед митців галереї. А в 2015 Пакіто Боліно з видавництва Le Derniere Cri отримував погрози життю за те, що виставляв роботи Міда та Шнайбера у Франції. 

## Виставки

### Індивідуальні виставки
| Рік  | Назва виставки                   | Місце проведення                           | Місто                        |
| 1990 |                                  | Waterloo Center for the Arts               | Ватерлоо, Айова, США         |
| 1992 |                                  | Kiehle Gallery, St. Cloud State University | Сент-Клауд, Міннесота, США   |
| 1992 |                                  | Speedboat Gallery                          | Сент-Клауд, Міннесота, США   |
| 1995 |                                  | Endart                                     | Берлін, Німеччина            |
| 1995 |                                  | Un Regard Moderne                          | Париж, Франція               |
| 1990 |                                  | Endart                                     | Берлін, Німеччина            |
| 2003 |                                  | Un Regard Moderne                          | Париж, Франція               |
| 2003 |                                  | Endart                                     | Берлін, Німеччина            |
| 2004 |                                  | Croxhapox                                  | Ґент, Бельгія                |
| 2005 |                                  | Endart                                     | Берлін, Німеччина            |
| 2005 |                                  | Vanilla Gallery                            | Токіо, Японія                |
| 2006 | Portraits+                       | Videodrom Shop                             | Берлін, Німеччина            |
| 2007 |                                  | Un Regard Moderne                          | Париж, Франція               |
| 2007 |                                  | The Museum of Porn in Art                  | Цюрих, Швейцарія             |
| 2008 |                                  | Hyaena Gallery                             | Лос-Анжелес, Каліфорнія, США |
| 2008 |                                  | Black Shop                                 | Марсель, Франція             |
| 2008 | Devil's Milk                     | Galerie Crystal Ball                       | Берлін, Німеччина            |
| 2009 | The Impossible World of Stu Mead | The Horse Hospital                         | Лондон, Англія               |

### Вибрані групові виставки
| Рік  | Назва виставки                                                        | Місце проведення                                      | Місто                                  |
| 1989 | Stuart Mead, Shannon Brady, Frank Hoffman                             | Rifle Sport Alternative Arts                          | Міннеаполіс, Міннесота, США            |
| 1992 | Painting at the Nash                                                  | Nash Gallery, University of Minnesota                 | Міннеаполіс, Міннесота, США            |
| 1992 | Figure 8                                                              | Catherine G. Murphy Gallery, College of St. Catherine | Сент-Пол, Міннесота, США               |
| 1992 | Jerome Fellowship Exhibition                                          | Jerome Foundation, College of Art and Design          | Міннеаполіс, Міннесота, США            |
| 1992 | Stu Mead, Dean Lucker                                                 | Riflesport Gallery                                    | Міннеаполіс, Міннесота, США            |
| 1997 | Mary Esch, Frank Gaard, Stuart Mead, Karen Platt                      | Famine Chorus Gallery                                 | Міннеаполіс, Міннесота, США            |
| 1997 | Stu Mead/Bruce Tapola                                                 | No Name Gallery                                       | Сан-Франциско, Каліфорнія, США         |
| 1997 | Three Painters                                                        | Space                                                 | Міннеаполіс, Міннесота, США            |
| 1997 | Mary Esch, Frank Gaard, Stuart Mead, Karen Platt                      | Famine Chorus Gallery                                 | Міннеаполіс, Міннесота, США            |
| 1997 | Haunting Images                                                       | University of Wisconsin at Eau Claire                 | О-Клер, Вісконсін, США                 |
| 1998 | McKnight Fellowship Exhibition                                        | McKnight Foundation                                   | Міннеаполіс, Міннесота, США            |
| 1998 |                                                                       | College of Art and Design                             | Міннеаполіс, Міннесота, США            |
| 1998 | Draw, Stranger, Draw                                                  | Plug-In                                               | Вінніпег, Канада                       |
| 2002 | Xtrabutt                                                              | Neurotitan                                            | Берлін, Німеччина                      |
| 2002 |                                                                       | Endart                                                | Берлін, Німеччина                      |
| 2002 | Girls and Animals                                                     | Galerie Katze 5                                       | Берлін, Німеччина                      |
| 2003 | Please Don’t Make Me Cry                                              | Emily Tsingou Gallery                                 | Лондон, Англія, куратор Georgina Starr |
| 2003 | Le Dernier Cri: Legendary Publishers of the International Underground | 16 Track Gallery                                      | Лос-Анжелес, Каліфорнія, США           |
| 2003 |                                                                       | Dicksmith Gallery                                     | Лондон, Англія                         |
| 2004 | When Love Turns to Poison                                             | Kunstraum Kreuzberg Bethanien                         | Берлін, Німеччина                      |
| 2006 | BerlinTendenzen                                                       | Institut de Cultura La Capella                        | Барселона, Іспанія                     |
| 2006 | Condensed Vanilla                                                     | Vanilla Gallery                                       | Токіо, Японія                          |
| 2006 | Fantasy Circus                                                        | Span Art Gallery                                      | Токіо, Японія                          |
| 2007 | The Powder Room                                                       | 16 Track Gallery                                      | Лос-Анжелес, Каліфорнія, США           |
| 2007 | Le Dernier Cri at Arts Factory                                        | Espace Beaurepaire                                    | Париж, Франція                         |
| 2008 | Family Jewels                                                         | Bongout Showroom                                      | Берлін, Німеччина                      |
| 2008 | Viva Lolita                                                           | Maddox Arts                                           | Лондон, Англія                         |
| 2008 | Molluskkollektiv                                                      | Bongout Showroom                                      | Берлін, Німеччина                      |
| 2009 | Offentlische Erregung                                                 | loop – raum für aktuelle kunst                        | Берлін, Німеччина                      |
| 2009 | Family Jewels                                                         | Villa Merkel Bahnwarterhaus                           | Есслінген, Німеччина                   |
| 2010 | Hot Summer                                                            | Galerie Toxic                                         | Люксебмург, Люксембург                 |
| 2010 | Alchemy of Delusion                                                   | Aeroplastics contemporary                             | Брюссель, Бельгія                      |
| 2010 | Re-Mollusk                                                            | Bongout                                               | Берлін, Німеччина                      |
| 2010 | das widerspenstige Fleisch                                            | Galerie Peter Tedden                                  | Дюсельдорф, Німеччина                  |
| 2011 |                                                                       | Art Paris Art Fair                                    | Париж, Франція                         |
| 2011 | das widerspenstige Fleisch                                            | Märkisches Museum Witten                              | Віттен, Німеччина                      |
| 2011 | STU MEAD & FRANK GAARD                                                | Le Monte-en-l’air                                     | Париж, Франція                         |
| 2011 | wir kinder vom ueno zoo                                               | pays des fees                                         | Токіо, Японія                          |
| 2012 |                                                                       | Art Paris Art Fair                                    | Париж, Франція                         |
| 2012 | Order-Chaos                                                           | Galerie Toxic                                         | Люксебмург, Люксембург                 |

## Публікації
- l'innocence insatiable interview with Ghazi Barakat. — Париж, Франція : Couvent des Oiseaux, 1995. — 45 с. — 150 прим.
- Manbag – Stu Mead & Frank Gaard. — Марсель, Франція : Le Dernier Cri, 1999. — 140 с. — 1000 прим.
- Miniput. — Марсель, Франція : Le Dernier Cri, 2003. — 54 с. — 500 прим.
- Devil's Milk. — Марсель, Франція : Le Dernier Cri, 2005. — 40 с. — 500 прим.
- Krampussy. — Марсель, Франція : Le Dernier Cri, 2005. — 16 с. — 150 прим.
- Private Zone Drawings from eight sketchbooks 2001-2007. — Франція : Timeless, 2009. — 176 с. — 400 прим.
- Men Beg – Stu Mead & Frank Gaard. — Марсель, Франція : Le Dernier Cri, 2011. — 112 с. — 1000 прим.
- Fentasiad. — Марсель, Франція : Le Dernier Cri, 2012. — 40 с. — 700 прим.
- Stu (ART) Mead, Lenka Klodova, Ivan Mecl. Stu Mead. — Прага, Чехія : Divus, 2016. — 176 с. — 700 прим. — ISBN 9788086450896.